# Ladislas Dymkovski
Ladislas Dymkovski (né le 9 juin 1847 à Craon où il est mort le 30 octobre 1927) était un peintre, musicien et photographe français de la fin du XIXe et de la première moitié du XXe siècle.

## Biographie
Il est le fils de Jean Antoine Dymkovski (1810-1882), marquis et sous-lieutenant d'artillerie, polonais émigré et réfugié à Craon, dans les années 1830, comme plusieurs de ses compatriotes lors de la Grande Émigration et de Marie Colliot, née en 1822 à Craon. Musicien et photographe, il a décoré dans la région de Craon des appartements, des églises et des chapelles.
Il réalise aussi des décors muraux en compagnie de Ludovic Alleaume, apparenté à sa famille, dans le chœur de l'église Saint-Nicolas de Craon et de l'église Saint-Martin de La Selle-Craonnaise.

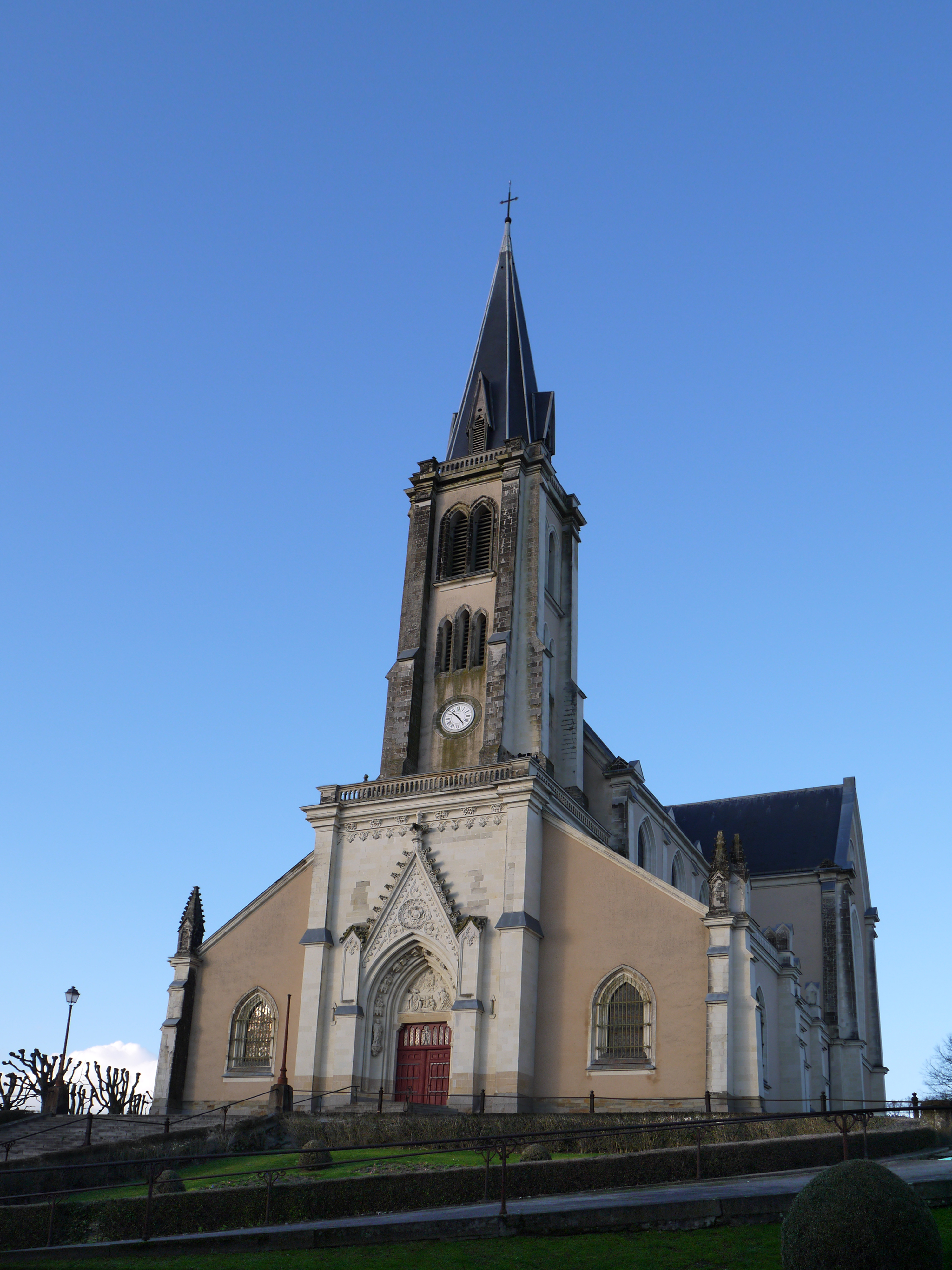
L'église Saint-Nicolas de Craon.